# DETROX
DETROX（デトロックス）は、2007年に結成された日本のロックバンド。元SIAM SHADEの栄喜を中心とした男性3人で結成、MJ NAGAIの脱退後は2名のユニットとなる。東京ドームでの公演を最終目的とし、精力的に活動していた。2012年4月18日より無期限活動休止、以後それぞれ別の音楽活動を行う事とした。東京ドーム公演が行われる事はなかった。2017年12月3日、およそ5年半ぶりにライブを行なった。

## 概要・来歴
メンバーは栄喜、K-A-Zの2人。詳細は後述のメンバーの節を参照のこと。
2007年に結成。作品リリースを開始した。同年11月11日、2ndアルバム『detrox2 undergrounder』を公式ウェブサイト限定で販売開始した。当初は全国のレコード店で発売する予定であったが、既存の流通販売システムに疑問を感じ、独自の販売方法を模索、構築するため変更したとされる。ただし、その後同作品も含め全国のレコード店で販売が開始された。
現在も公式サイトにて限定販売を行っている作品もあるが、一部の商品は全国の大手レコードショップ系列店やAmazon等ネット通販でも販売されている。
2008年1月21日公式サイトのみで初のシングル「Rolia」を発売した。
2008年1月28日、渋谷C.C.Lemonホールにて初のワンマンライブを行った。
2008年6月11日、シングル2枚同時発売（「Long Way Round　」・「Lonely」）した。2008年7月2日・3日に、LIVEイベント『Damnation vol.1』を開催し、その後も同企画を行った。また、ワンマンライブでの活動および作品の制作も継続した。
ベース・ドラムのライブ等でのサポートはBAT CAVEのリズム隊が務めた。
2012年4月18日のライブを以って無期限活動休止となった。
2017年12月3日、およそ5年半ぶりにライブを行なった。

## メンバー
- 栄喜（ヒデキ、1972年1月29日 - ）
  - ボーカル担当。東京都出身。身長182cm、体重72kg、血液型はO型。本名は今村栄喜。
  - SIAM SHADE、ACIDを経て未来（HIDEKI）としてソロ活動、その後DETROXを結成し、UNCOMPROMISING ELEMENTSというレーベルを立ち上げる。
  - デビュー当時はCHACK（チャック）として、SIAM SHADEでの活動時には栄喜として、SIAM SHADE解散後以降は未来（HIDEKI）として活動していたが、DETROX結成を機に再び栄喜を名乗るようになった。
  - またプロジェクトごとに歌唱スタイルが若干変わってきており、独特のイマムラップにも挑戦した。
  - 2011年4月29日、東日本大震災被害に対して出来る事として、並行して期間限定でSIAM SHADEの活動を行う事を発表、仙台・埼玉の2公演を実施。
  - 2012年、DETROX休止後、再びソロ活動を開始した。初ライブは東京キネマ倶楽部、IMAP IMAP。
- K-A-Z（カズ、1970年11月27日 - ）
  - ギター担当。身長190cm、体重88kg、血液型はA型。本名は杉田一浩。
  - 不良系のキャラと刺青が売りである。結成以前、THE MAD CAPSULE MARKETSなどのサポートメンバーを経験したことがある。ライブやレコーディング、プロモーション・ビデオなど幅広くこなす。また、UNCOMPROMISING ELEMENTSが擁する不良系人材バンク・heelsの一人でもある。2010年サッズに加入、また黒夢のサポートメンバーとして参加。他参加ユニット多数。
  - 2012年、DETROX休止後の栄喜再ソロ活動にも参加し、不仲によるDETROX解散説を覆す事となった。

## 元メンバー
- MJ nagai（ミスター・ジャパン ナガイ、1968年12月17日 - ）
  - エンジニア担当。身長151cm、体重31kg、血液型はB型。本名は長井一功（かずよし）。
  - UNCOMPROMISING ELEMENTS代表取締役社長兼最高経営責任者統括事業本部長常任執行役特別顧問総合戦略室室長常勤監査役ヒールズ事業本部統括本部長包括運営局局長ヴァイスプレジデントチーフチェアマンアジア地区担当エクゼクティブプロデューサー。Macintoshに精通しており、ウェブサイトの構築などを行っている。また、得意分野はヘッドバンギングとAdobe Flash。現在はPHPも習得し使用し始めた。Macintosh以外のコンピューターも扱う事ができる。主に東京を中心に活動している。
  - 2008年12月29日のライブを最後にDETROXを脱退。理由は、エンジニア業もDETROXも中途半端になってしまう為。脱退後も音源のミックス作業等でバンドに関与し続けた。

## 作品

### アルバム
- THE END （2007年8月1日、UECD-0001）
  1. muddy
  2. dark and light
  3. ride an angel
  4. into power
  5. inspired
  6. black box
- THE END 日本語版 （2007年9月1日、UECD-0002）
  - 公式ウェブサイト限定発売

  1. muddy
  2. dark and light
  3. ride an angel
  4. into power
  5. inspired
  6. black box
- detrox2 undergrounder （2007年11月11日、UECD-0003）
  - 英語版・日本語版の2枚組(全24曲)
  - 当初、公式ウェブサイト限定発売。2008年7月14日より、主要レコード店で販売開始

  1. undergrounder
  2. The Unexpected
  3. Twilight
  4. Chain Reaction
  5. Shun-Kan
  6. Wash Away
  7. One Big Blunder
  8. Live in Lie
  9. Bitter Pill
  10. Thrash
  11. Rattle Your Cage
  12. Let our souls survive
- THE END Instrument  （2008年8月5日、UECD-0008）
  - 『THE END』の全収録曲（英語・日本語）がすべてカラオケ収録されている
  - 公式ウェブサイト限定発売

  1. muddy
  2. dark and light
  3. ride an angel
  4. into power
  5. inspired
  6. black box
  7. muddy
  8. dark and light
  9. ride an angel
  10. into power
  11. inspired
  12. black box
- detrox3 （2008年8月13日、UECD-0007）
  1. No Mercy
  2. lonely
  3. Long way round
  4. neo sophia
  5. Rolia
  6. Kill the Light
  7. Stand my ground
  8. Insomnia
  9. Blackened -倫理-
  10. Pave the way
- detroxIV （2010年3月24日、UECD-0009）
  1. hypnotize
  2. Out of The Shell
  3. 1-4-0
  4. hooligan
  5. Music
  6. No God To Beg
  7. Death-tech
  8. flashback
  9. stand in my way
  10. seize my life
  11. Fight ’til the death
- detroxV （2011年2月2日、UECD-0010）
  1. still alive
  2. 悲しみに触れるのは
  3. lost in my soul
  4. dreamer
  5. doughty
  6. Kick My Brains
  7. ah

  - ※CD EXTRA-1. stand in my way 2. Fight'til the death
  - TOUR'10「Generation Crash -collector series ♯03-」の東京公演、2010.9.4 SHIBUYA BOXXでのライブを収録

### シングル
- Rolia （2008年1月21日、UECD-0004）
  - DETROX初のシングル
  - 公式ウェブサイト限定発売

  1. Rolia
  2. Stand My Ground
- Long Way Round　（2008年6月11日、UECD-0005）
  - 2枚同時リリースシングル
  - オリコンインディーズチャート初登場4位

  1. Long Way Round
  2. Kill the Light
- lonely （2008年6月11日、UECD-0006）
  - 2枚同時リリースシングル
  - オリコンインディーズチャート初登場3位

  1. lonely
  2. neo sophia

### 配布デモCD
- ah （2010年5月29日・横浜SUNPHONIX HALLにて配布）
  1. ah
- doughty （2010年7月2日・渋谷O-CRESTにて配布）
  1. doughty
- Kick My Brains （2010年9月4日・渋谷BOXXにて配布）
  1. Kick My Brains

### DVD
- DETROX LIVE 10-9-4 （2010年10月27日、UECD-0000）
  - DETROX初のライブ映像作品。
  - TOUR'10「Generation Crash -collector series ♯03-」の東京公演、2010.9.4 SHIBUYA BOXXでのライブを収録

  1. ride an angel
  2. No Mercy
  3. Music
  4. Stand My Ground
  5. Long Way Round
  6. Wash Away
  7. Death-tech
  8. Kill the Light
  9. muddy
  10. dark and light
  11. lonely
  12. The Unexpected
  13. 1-4-0

  - 全13曲収録+オフショット映像

### USBメモリ
- DETROX USB memory vol.01
  - USBメモリ第1弾